# Mašinismus
Mašinismus (z lat. machina – stroj) je umělecký směr obdivující stroje a další technické vymoženosti. Uplatňoval se zejména ve 10. až 30. letech 20. století a měl blízko k futurismu či konstruktivismu. Je také považován za jeden ze směrů-předchůdců high-techu.
„Mašinismus, to je jako kdybyste se podívali na krásnou ženskou a zajímala by vás její střeva.“ – Martin Rajniš, 2011

## Výtvarné umění
Ve výtvarném umění se mašinismus projevoval zobrazováním půvabu a souladu strojních zařízení, která na počátku 20. století ještě nebyla produkty unifikované pásové výroby. Malíři často zobrazovali např. krásu soukolí, převodů, závitů nebo řetězů. Mezi mašinistické tvůrce lze zařadit:
- Fernand Léger – např. obraz Signální kotouče (1918)[2]
- Robert Delaunay – např. obraz Disques Simultanés
- Marcel Duchamp – např. obraz Mlýnek na kávu (1911), sochy Kolo od bicyklu na stoličce (1913), Fontána (1917) nebo Rotující polokoule (1925)[2]
- Gerald Murphy – např. obraz Hodinky (1925)
- Francis Picabia[2]
- František Kupka – např. obrazy Stroje (1929–32), Syntéza (1927–28), Kolona (1929), Ocel pracuje nebo Ocel pije (1927)[3]

## Architektura
I v architektuře se fascinace stroji projevuje již v 1. polovině 20. století. Pojem mašinismus je však v české architektuře výrazněji spjat v obdobím 60. a 70. let 20. století, kdy se k inspiračním zdrojům přidává vrcholící vědeckotechnická revoluce, lety do vesmíru, sci-fi romány a obecně fascinace vědou. Představitelem tohoto směru bylo zejména liberecké sdružení SIAL. Označení mašinisté bylo libereckým architektům dáno zprvu pejorativně, protože jejich pohled na architekturu se lišil od obecně přijímaného, středoproudého přístupu. Postupem času se architekti SIALu vydali rozdílnými uměleckými směry. V roce 2011 se v Galerii Jaroslava Fragnera v Praze uskutečnila výstava SIAL, zaměřená právě na mašinistickou tvorbu tohoto sdružení. Mezi mašinistické architekty lze zařadit:
- Oldřich Liska[7]
- Vladimír Fultner – např. Píšova vila[7]
- Mirko Baum[8]
- Otakar Binar[8]
- Michal Brix
- John Eisler[8]
- Karel Hubáček[8] – např. televizní vysílač na Ještědu, meteorologická věž Libuš, vodárenská věž Děvín
- Helena Jiskrová[8]
- Milan Körner
- Václav Králíček[8]
- Miroslav Masák[8] – např. obchodní dům Máj
- Zdeněk Patrman[8] – např. televizní vysílač na Ještědu
- Emil Přikryl[8]
- Martin Rajniš – např. obchodní dům Máj[8]
- Jiří Suchomel[8]
- Jiří Špikla[8]
- Stanislav Švec
- Miroslav Tůma
- Petr Vaďura[8]
- Dalibor Vokáč[8]
- Dana Zámečníková
- Zdeněk Zavřel[8]

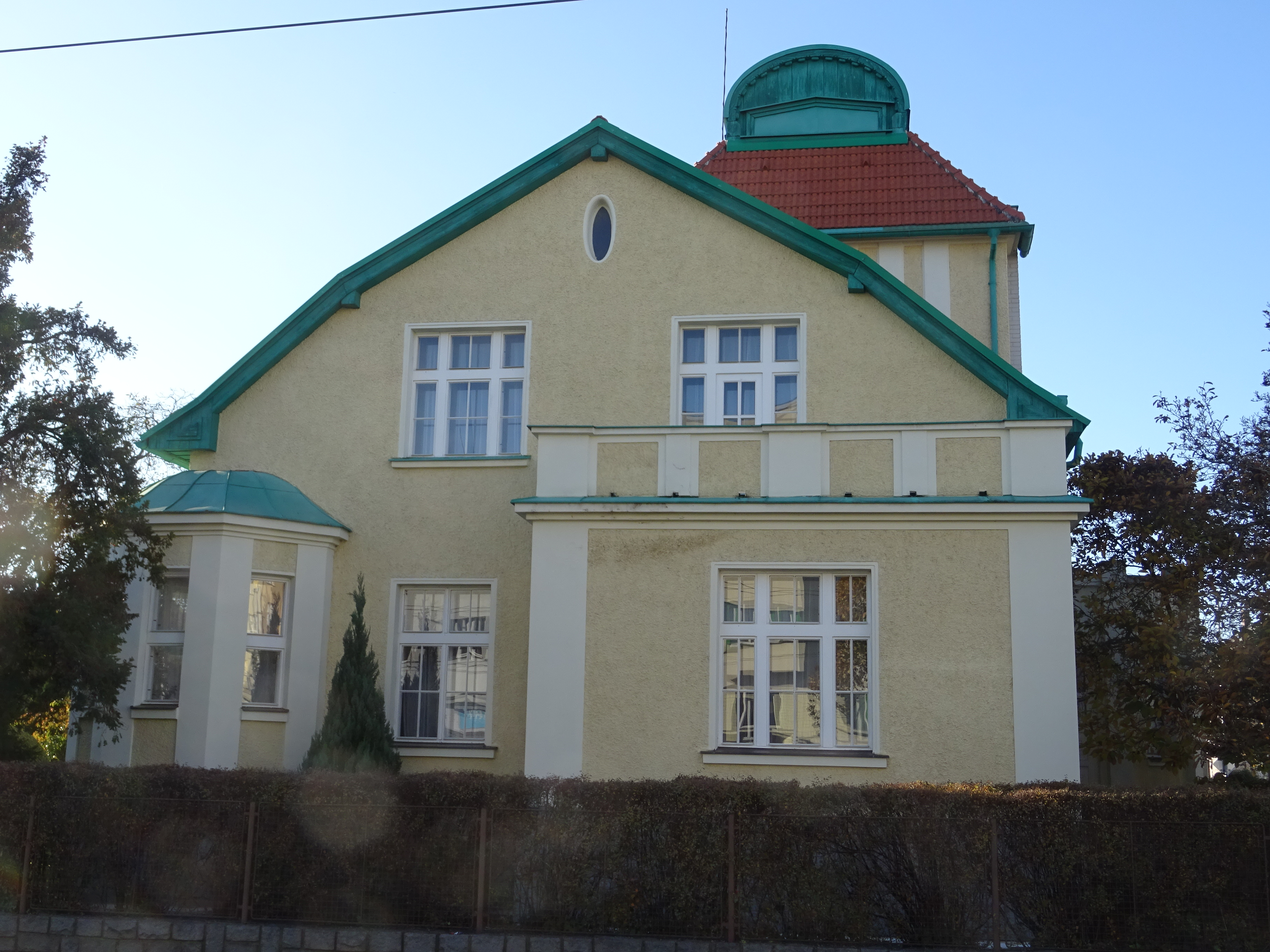
Píšova vila s mašinistickou kupolí
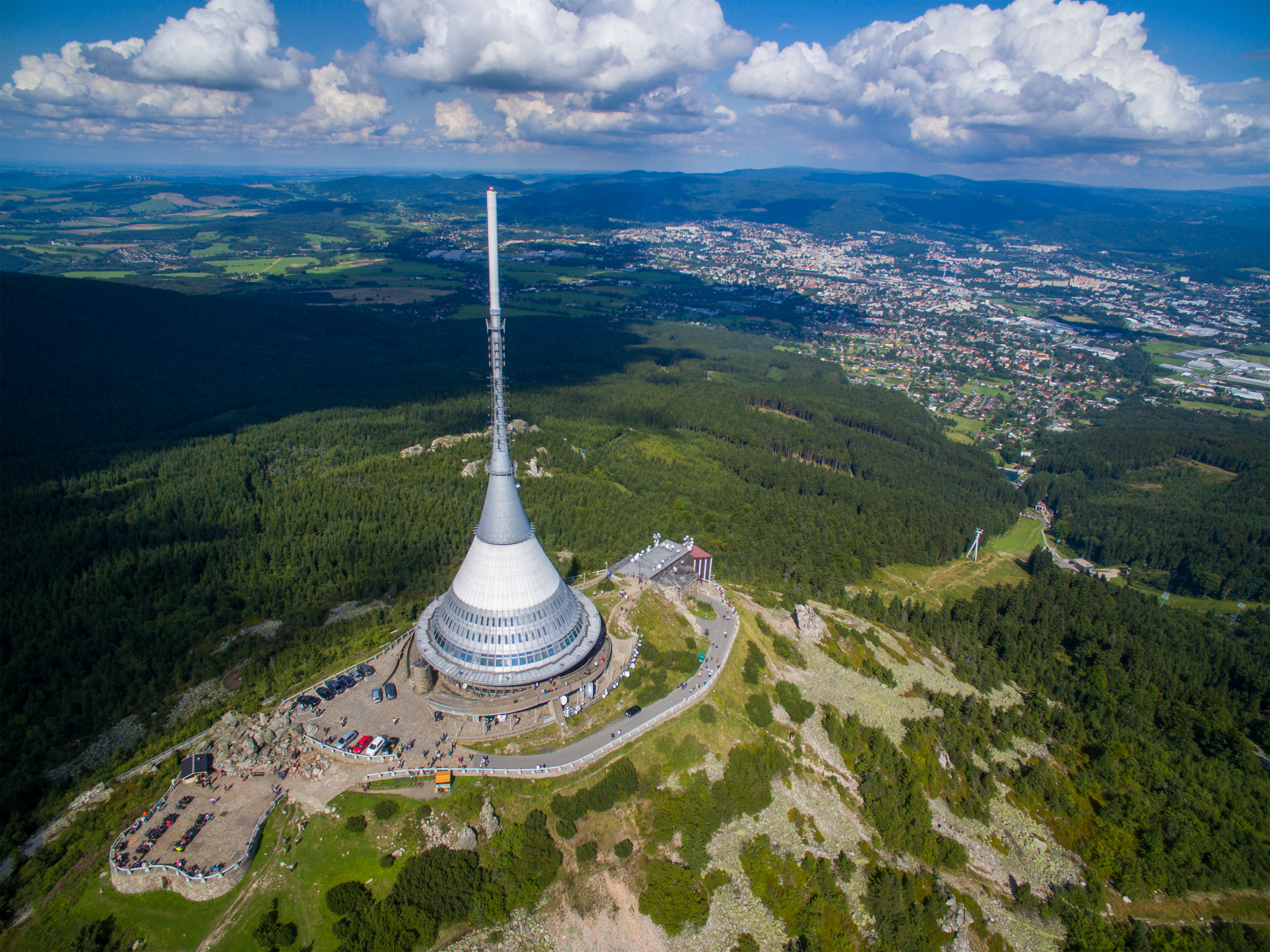
Vysílač Ještěd
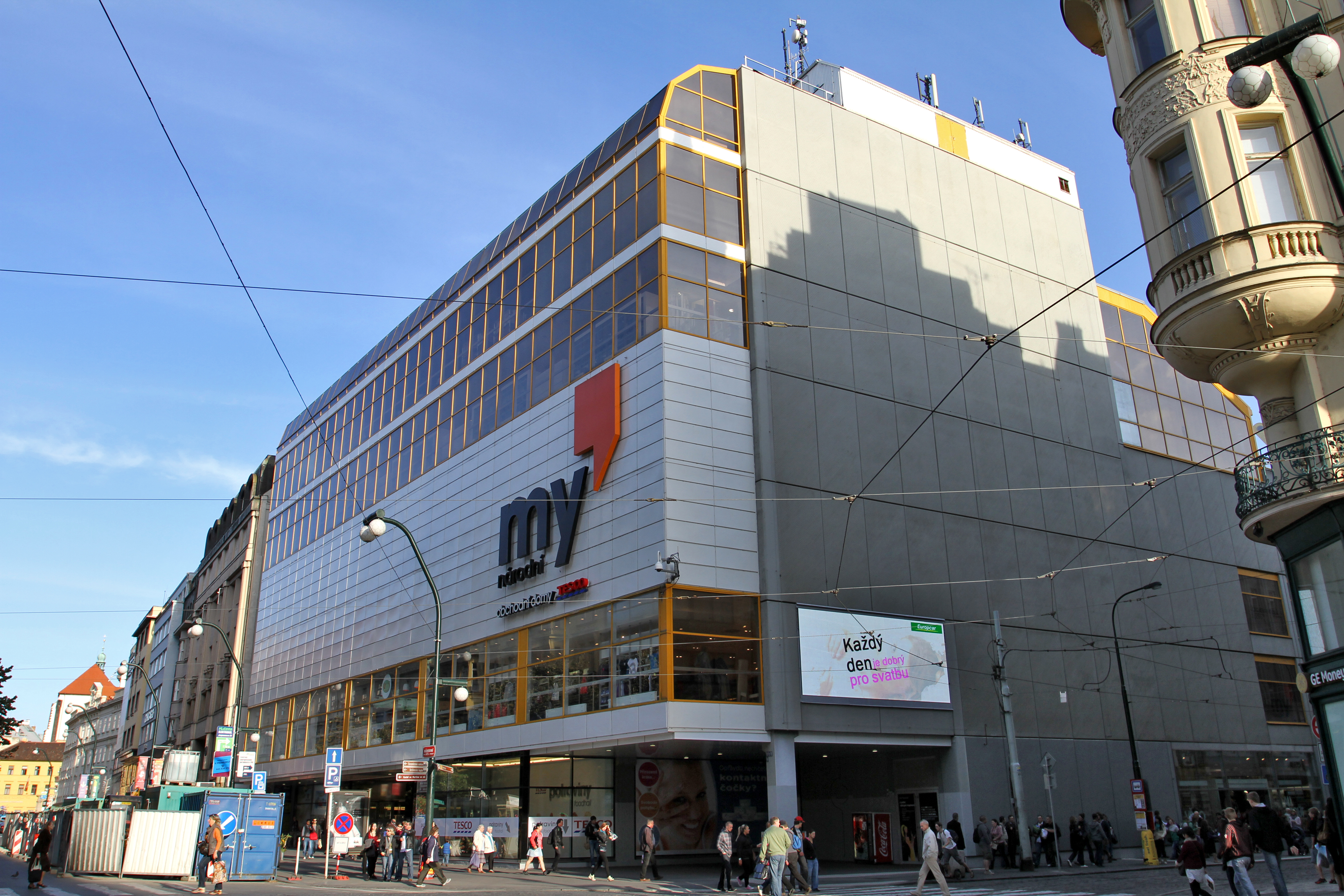
Obchodní dům Máj